# ’Ndrangheta
’Ndràngheta (wym. [n'draŋgeta], od greckiego słowa andragathía (ἀνδραγαθία) oznaczającego bohaterstwo, męstwo i cnotę) – włoska organizacja przestępcza wywodząca się z Kalabrii, stanowiącej jej główny teren działań. Mimo iż nie jest tak znana jak sycylijska cosa nostra i często bywa uważana za podrzędną w stosunku do neapolitańskiej camorry czy apulijskiej Sacra Corona Unita, to w latach 90. XX wieku i na początku XXI stulecia stała się najpotężniejszą organizacją przestępczą we Włoszech. Rozpowszechniony pogląd, iż ’ndrangheta stanowi część mafii sycylijskiej, jest błędny – organizacje te działają niezależnie od siebie, chociaż często współpracują, co podyktowane jest między innymi bliskością geograficzną Sycylii i Kalabrii.

## Historia
W kulturze ludowej Kalabrii często wywodzi się ’ndranghetę od hiszpańskiej Garduñy. Na związek między tymi organizacjami nie ma jednak żadnych dowodów, choć możliwe jest, że miały ze sobą styczność, a Garduña wywarła wpływ na organizację grup w Kalabrii. Mimo braku dowodów, pogląd o takim pochodzeniu ’ndranghety jest uważany przez wielu za prawdziwy. Sama nazwa „’ndrangheta” wywodzi się z jednego z dialektów starożytnej greki – języka griko używanego do dzisiaj przez niektórych mieszkańców południa Włoch.

Kalabria na mapie Włoch

Nie wiadomo dokładnie, kiedy powstała ’ndrangheta, ale pierwsze przejawy działania zorganizowanych grup przestępczych w Kalabrii uwidoczniły się krótko po zjednoczeniu Włoch w 1861 roku. Unifikacja niosła ze sobą wiele negatywnych skutków dla południowej części kraju, w której ustrój społeczny był w zasadzie feudalny. Właściciele ziemi nakładali bardzo duże obciążenia finansowe na ludność, co rodziło zrozumiały opór. W tej sytuacji utworzone zostały organizacje przestępcze, w których skład wchodzili rodowici mieszkańcy Kalabrii, chcący wzbogacić się napadając i rabując posiadaczy ziemskich.
Pod koniec XIX wieku w Kalabrii rozkwita działalność zorganizowanych grup przestępczych. Grupy te jednak nie funkcjonowały jeszcze pod nazwą ’ndranghety. Zamiast tego określano je mianem „camorry”, podobnie jak inne organizacje w pozostałych regionach południa Włoch. Wówczas określano tak nawet słynną mafię sycylijską; dziś camorrą nazywa się tylko organizację przestępczą wywodzącą się z Neapolu. Powstanie ’ndranghety jest związane z picciotterią lub Onorata Società – grupami działającymi w szczególnie bogatych w uprawy oliwek i winogron regionach Kalabrii. Te organizacje, w przeciwieństwie do większości działających w tamtych czasach, były dobrze zorganizowane i posiadały hierarchiczną strukturę. Miały również swój własny kodeks postępowania nakazujący omertę, działanie zgodne z honorem, w sekrecie i solidarność (opartą często na pokrewieństwie) oraz wzajemną pomoc członków grupy.
Do 1975 roku działalność ’ndranghety ograniczona była w zasadzie do regionu Kalabrii i opierała się przede wszystkim na wymuszeniach i szantażach. Wpływy organizacji wzrosły wraz z wojną gangów, która pochłonęła około 300 ofiar. Grupa zaczęła wówczas porywać bogatych biznesmenów głównie z północy Włoch, uzyskując za ich uwolnienie znaczne okupy. Podejrzewa się, że jedną z ofiar takich porwań był John Paul Getty III, choć sprawców nigdy nie udało się ująć. W latach 1985–1991 miała miejsce tak zwana II wojna ’ndranghety, toczona między klanami Condello-Imerti-Serraino-Rosmini a De Stefano-Tegano-Libri-Latella. W walkach zginęło ponad 600 osób. W latach 90. XX wieku nastąpił znaczący wzrost aktywności ’ndranghety – zaczęła ona między innymi brać udział w nielegalnym handlu narkotykami, przede wszystkim kolumbijską kokainą. Rozrósł się także teren działań organizacji, co spowodowane było nawiązaniem kontaktów z diasporą kalabryjską w krajach Ameryki Łacińskiej, USA, Australii i Kanadzie. Do 1925 roku z ubogiej Kalabrii wyjechało bowiem więcej ludzi niż z Sycylii. Pod względem liczby emigrantów Kalabria znajdowała się wówczas na trzecim miejscu wśród wszystkich regionów Włoch.
Organizacja, mimo rosnącej potęgi, pozostawała w zasadzie nieznana aż do pierwszej dekady XXI wieku, kiedy to jej ofiarą padł Francesco Fortugno, popularny polityk centrolewicowy zastrzelony przez członków ’ndranghety w Locri 16 października 2005 roku. Doszło wówczas do masowych protestów pod hasłem „Ammazzateci tutti!” (pol. „Zabijcie nas wszystkich!”). Włoski wymiar sprawiedliwości podjął pierwsze znaczniejsze akcje wymierzone w przestępców z Kalabrii, aresztując nie tylko zabójców Fortugno, ale także wielu innych członków ’ndranghety Organizacją zainteresowały się również włoskie organizacje państwowe powołane do walki z mafią. W 2006 roku udało się im przejąć łódź podwodną, wykorzystywaną przez ’ndranghetę do transportu kolumbijskiej kokainy. W maju 2007 roku w Mediolanie aresztowano 12 członków ’ndranghety. W sierpniu tego samego roku policja dokonała nalotu na miasteczko San Luca, aresztując 30 gangsterów, w tym tych związanych z zabójstwem 6 Włochów w Niemczech.
’Ndrangheta, podobnie jak inne włoskie organizacje przestępcze, zaczęła inwestować część pieniędzy z działalności przestępczej w legalny biznes. Na przykład w 2009 roku były członek grupy zeznał, iż ’ndrangheta, działając pod przykrywką firm zajmujących się śmieciami, składuje radioaktywne odpady niezgodnie z przepisami ochronnymi.

## Charakterystyka
Główną różnicą między mafią a ’ndranghetą w kwestii rekrutacji ludzi jest fakt, iż do organizacji kalabryjskiej przyjmowani są w zasadzie tylko członkowie rodzin, co sprawia, że więzy między nimi są o wiele mocniejsze i zmniejsza się ryzyko współpracy członków ’ndranghety z organami ścigania. Od synów ’ndranghetisti, jak nazywa się pełnoprawnych członków organizacji, oczekuje się, iż pójdą w ślady swoich ojców. Można powiedzieć, iż od najmłodszych lat są wychowywani do „pracy” w organizacji przestępczej – przykładem może być nadawanie im tytułu giovani d’onore (pol. młodzieniec honoru). Później, dorastając, uzyskują tytuł uomini d’onore (pol. człowiek honoru). Oparcie ’ndranghety na więzach rodzinnych sprawdza się – do 2002 zaledwie 157 Kalabryjczyków zostało pentiti (pol. skruszony, jak zwyczajowo określa się we Włoszech byłych gangsterów zeznających przeciwko swoim gangom). Do tego byli to szeregowi członkowie ’ndranghety, a nie bossowie. Pozwoliło to na znaczący rozwój organizacji w latach 90. XX wieku – w przeciwieństwie do na przykład mafii sycylijskiej, która została wówczas znacznie osłabiona.
Słabość władzy w stosunku do ’ndranghety jest spowodowana między innymi faktem, iż wielu młodych, zdolnych prokuratorów, sędziów i policjantów opuszcza Kalabrię, w której nie widzą szans na zrobienie kariery. Z powodu słabości władz oraz skorumpowania policji i sądownictwa niewielu mieszkańców Kalabrii ma odwagę otwarcie wystąpić przeciwko organizacji.

## Organizacja
’Ndrangheta, podobnie jak amerykańska cosa nostra, nie jest jednolitą organizacją, ale raczej luźną konfederacją grup przestępczych zwanych też rodzinami albo cosche. Część z nich, używając przemocy, sprawuje kontrolę nad jakimś terytorium, zazwyczaj nad miasteczkiem lub wsią.

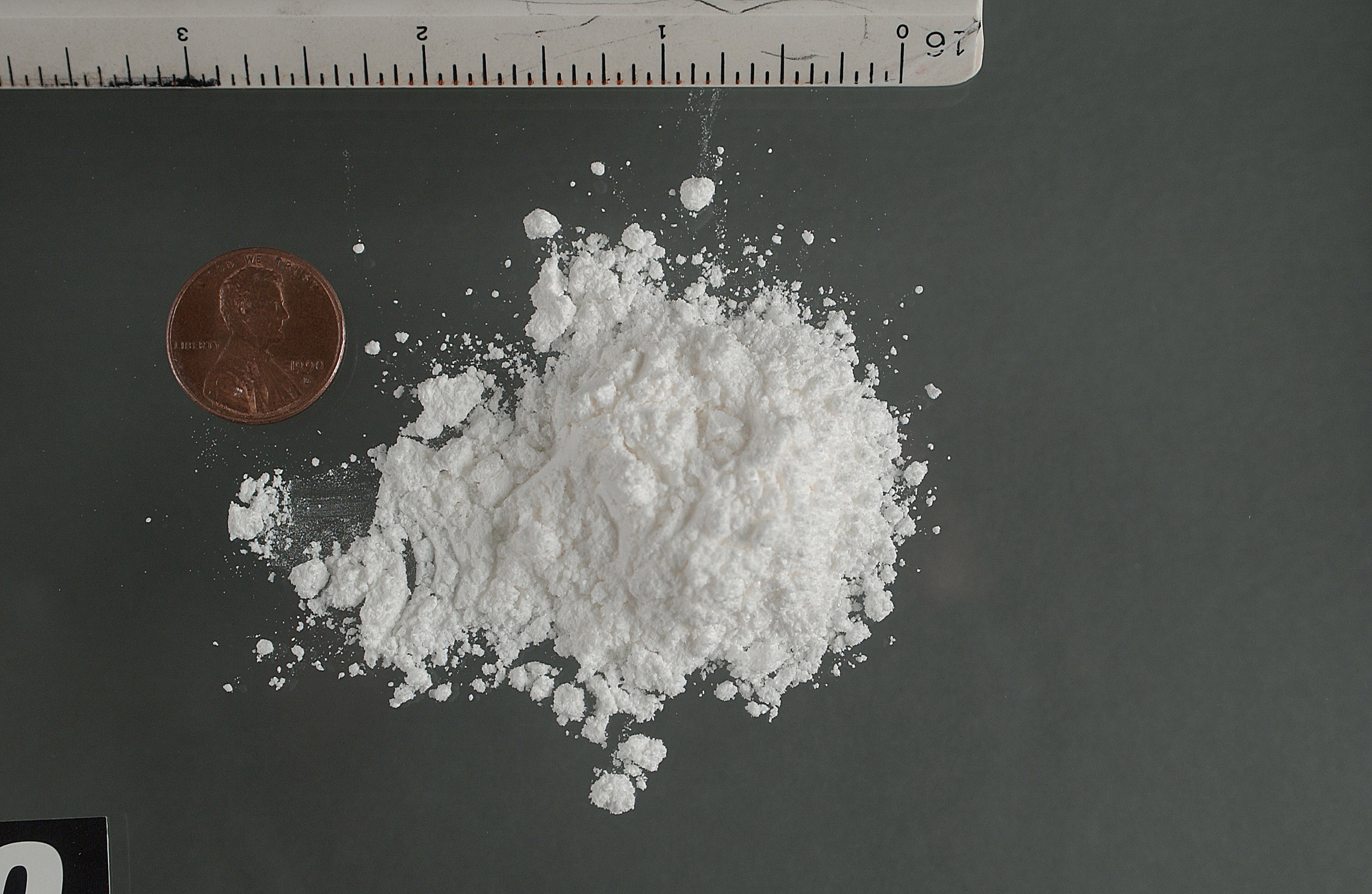
Handel kokainą to główne źródło zysku ’Ndranghety

Rodzin jest wiele, ale około stu z nich, liczących w sumie od 4000 do 5000 członków, działa w prowincji Reggio Calabria. Na całym świecie liczba członków organizacji rodzin może sięgać 10 000. Większość z tych grup, bo aż 86, prowadzi działalność przede wszystkim w swojej prowincji, ale część także w prowincjach Catanzaro i Cosenza. Siedzibami rodzin są ubogie wioski, takie jak Platì, Locri, San Luca, Africo i Altomonte, ale także większe miasta, jak na przykład Reggio di Calabria. Wioskę San Luca uważa się za nieformalną stolicę ’ndranghety. Według słów byłego ’ndranghetisty niemal wszyscy mężczyźni mieszkający w San Luca należą do organizacji. Częstym miejscem spotkań, także dla bossów z całych Włoch i zagranicy, jest sanktuarium Matki Boskiej z Polsi znajdujące się nieopodal wioski.
Część znawców tematu twierdzi, iż rodziny, zwane także locale (czyli lokalne), dzielą się na oddziały zwane ’ndrina (w liczbie mnogiej ’ndrine), z których każdy działa w innym miejscu, np. w różnych dzielnicach miasta, choć są oddziały operujące daleko poza granicami Kalabrii, np. w Turynie czy w Mediolanie. Czasami tworzone są także sotto ’ndrine czyli pododdziały. Mają one dużą autonomię –niezależnego przywódcę i podporządkowanych mu ludzi. Zdarza się, że sprawnie zarządzana ’ndrina staje się potężniejsza i bogatsza niż jej locale. Według Włoskiej Komisji Antymafijnej podstawową jednostką podziału są nie locale, ale właśnie ’ndrine działające w poszczególnych częściach danego miasta lub w pojedynczych miasteczkach i wioskach. Locale to tylko efekt łączenia się ’ndrine. Każda ’ndrina jest autonomiczna i podlega tylko swojemu bossowi.
W przeciwieństwie do innych tego typu organizacji większość członków każdej ’ndrine jest ze sobą blisko spokrewniona. Salvatore Boemi, prokurator z Reggio di Calabria, mówił przed Włoską Komisją Antymafijną, iż „ludzie zostają członkami grupy poprzez sam fakt urodzenia się w rodzinie do niej należącej”. Członkami bywają jednak także ludzie niebędący z nikim spokrewnieni. W takich przypadkach, aby umocnić związek niekrewniaka z ’ndranghetą, często wydaje się za niego kobietę z rodziny należącej do organizacji. Członkowie ‘ndranghety mają zazwyczaj potomstwo, co podyktowane jest także troską o rozwój organizacji.
Jeśli chodzi o hierarchię, to na samym dole znajdują się tak zwani picciotti d’onore, czyli żołnierze. Na następnym szczeblu znajduje się dowodzący nimi camorrista. Kolejnym szczeblem jest santista, a następnym vangelista, czyli ewangelista – nazwa pochodzi stąd, iż muszą oni przysięgać wierność grupie na Pismo Święte. Następni w hierarchii są quintino, którzy podlegają już tylko samemu szefowi zwanemu capobastone.

## Struktura władzy
Przez wiele lat nie istniał żaden centralny organ władzy, a rodziny rządziły się same wewnątrz swoich struktur – w przeciwieństwie do na przykład cosa nostry, która miała centralne władze już w latach 50. XX wieku. Kalabryjczykom udawało się utrzymać poziomą strukturę organizacyjną aż do lat 90. XX wieku. W 1991 doszło do powołania pierwszego organu władzy nadrzędnej w stosunku do rodzin, ale nie w celu scentralizowania władzy, lecz zakończenia krwawych walk toczonych między nimi. Wcześniej, od mniej więcej lat 50. XX wieku, szefowie poszczególnych locale spotykali się we wrześniu każdego roku na zjazdach we wspomnianym wcześniej sanktuarium Matki Boskiej z Polsi nieopodal San Luca. Na spotkaniach tych, zwanych crimine, omawiano strategię, sposoby działania i współpracy między poszczególnymi rodzinami, ale nie były one wiążące. Przewodzący spotkaniom, zwany capo crimine, nie miał zbyt wielkiej kontroli nad rodzinami i pełnił tę funkcję tylko przez określony czas.
Na każdym z tych spotkań „bossowie poszczególnych rodzin musieli składać relacje z całorocznego działania swoich rodzin i informować o najważniejszych wydarzeniach, takich jak porwania czy zabójstwa”. Inną funkcją zjazdu było przyjmowanie nowych grup lub locale do organizacji, przy czym musiały one uznać historyczny prymat grupy z San Luca, prosząc o przyznanie jakiegoś terenu i oddając w zamian niewielką część dochodów.
Względy bezpieczeństwa sprawiły, iż w strukturach ’ndranghety powstało tajne stowarzyszenie, którego członkowie znani byli tylko sobie: La Santa. W jego skład wchodzili najważniejsi bossowie, zarządzający często kilkoma grupami – nazywano ich santisti. La Santa, oprócz funkcji kierowniczej, zajmowała się także nawiązywaniem bliskich kontaktów z przedstawicielami władzy państwowej, korumpując ich. Do dzisiaj ’ndrangheta jest mocno zdecentralizowana, a jej poszczególne części pozostają w dużej niezależności od siebie, co utrudnia organom państwowym skuteczną walkę z nimi.

## Działalność
Włoskie organizacje antymafijne oceniają, że w 2007 roku dochody ’ndranghety wyniosły około 35–40 miliardów euro (50–60 miliardów dolarów), co stanowiło około 3,5 procent włoskiego PKB. Dochody te pochodzą głównie z działalności nielegalnej, przede wszystkim z handlu narkotykami, ale także z legalnego biznesu – z firm budowlanych, restauracji i sklepów.
Według Eurispes (European Institute of Political, Economic and Social Studies) dochody ’ndranghety w roku 2007 wyniosły prawie 44 miliardy euro, z czego obrót narkotykami dał 62% zysku.
Według włoskiej DIA (Direzione Investigativa Antimafia, odpowiednik polskiego Biura do Walki z Przestępczością Zorganizowaną) i Korpusu Straży Skarbowej (policja gospodarcza) „’ndrangheta jest obecnie jedną z najpotężniejszych organizacji przestępczych na świecie”. Jej przestępcza aktywność dotyczy głównie przemytu i handlu narkotykami, przede wszystkim kolumbijską kokainą. Według włoskich danych, około 80% kokainy trafiającej do Europy przechodzi przez poddany kontroli ’ndranghety kalabryjski port Gioia Tauro.
Danym włoskim zaprzeczają jednak dane Europolu i Europejskiego Centrum Monitorowania Narkotyków i Narkomanii, według których to Półwysep Iberyjski jest głównym punktem przerzutowym kokainy na rynek europejski. Potwierdza to Biuro Narodów Zjednoczonych ds. Narkotyków i Przestępczości: według niego w 2007 roku przez Hiszpanię przeszło około 38 ton kokainy, a przez Włochy około 4 ton.
Mimo sprzecznych danych, nie wykluczających zresztą, iż kokaina przechodząca przez Hiszpanię należy do ’ndranghety, niezaprzeczalny pozostaje fakt, iż narkotyki są głównym źródłem dochodu kalabryjskiej organizacji. W narkotykowym biznesie jej rodziny często współpracują z cosa nostrą. Inne znaczące źródła dochodów ’ndranghety to przekręty finansowe przy dużych zamówieniach publicznych, pranie brudnych pieniędzy, wymuszenia, lichwa, handel bronią, składowanie odpadów i spekulacje. Pieniądze uzyskiwane tą drogą inwestowane są często w legalne interesy.

### Przejawy działalności międzynarodowej
’Ndrangheta bardzo długo działała jedynie na obszarze Kalabrii, ale w 2. połowie XX wieku zaczęła operować także na arenie międzynarodowej. Było to spowodowane przede wszystkim nawiązaniem współpracy z Włochami bądź ich potomkami żyjącymi w innych krajach – głównie z własnymi krewnymi, którzy w pewnym momencie zdecydowali się na opuszczenie ojczyzny. Oparcie organizacji na więzach rodzinnych po raz kolejny okazało się dobrym i co najważniejsze zyskownym założeniem. ’Ndrine zaczęły pojawiać się w północnych Włoszech, Niemczech, Belgii, Holandii, Francji, Stanach Zjednoczonych, Kanadzie, Australii i krajach Europy Wschodniej. Jedną z wykrytych ’ndrine była grupa działająca w Ontario w Kanadzie, nazwana przez tamtejszy wymiar sprawiedliwości Grupą Siderno, ponieważ większość jej członków pochodziła z kalabryjskiego Siderno. Prawdopodobnie to właśnie dzięki więzom krwi łączącym kalabryjskich gangsterów z włoskimi imigrantami w Kolumbii ’ndranghecie udało się przejąć większość udziałów w europejskim handlu tamtejszą kokainą.
Osoby zajmujące się ściganiem członków ’ndranghety już kilka lat temu zwracały uwagę, że organizacja ta traci swój lokalny charakter i obejmuje wpływami tereny poza Kalabrią. Obecnie przejawy jej działalności można zaobserwować w takich krajach, jak:
- Argentyna: w listopadzie 2006 roku argentyńska policja wykryła kanały przerzutowe kokainy prowadzące z Argentyny, przez Hiszpanię do Mediolanu i Turynu[23].
- Australia: działa tam grupa zwana L’Onorata Società, która jest częścią ’ndranghety. Grupa ta od początku XX wieku przejęła kontrolę nad niemal całą przestępczością zorganizowaną w środowisku Australijczyków pochodzenia włoskiego na wschodnim wybrzeżu. L’Onorata Società powstała w Queensland i wyspecjalizowała się w działalności przestępczej skupionej głównie wokół firm produkujących żywność. W Australii doszło także do krwawych porachunków między gangsterami – między 1998 a 2010 rokiem zginęło tam 36 osób powiązanych z organizacjami przestępczymi. W 2008 roku policja australijska wykryła próbę przemycenia 15 milionów pastylek ekstazy, ukrytych w kontenerze na pomidory z Kalabrii. Doszło wówczas do aresztowań, które nie ominęły i tamtejszego bossa Pasquale Barbaro.
- Belgia: klany ’ndranghety wykupiły „niemal całą dzielnicę” w Brukseli, chcąc w ten sposób wyprać pieniądze pochodzące głównie z handlu narkotykami. 5 marca 2004 roku policja belgijska aresztowała 47 osób powiązanych z ’ndranghetą[24][25].
- Holandia: podobnie jak w Belgii, także tutaj próbowano prać pieniądze z nielegalnych interesów, inwestując je głównie w nieruchomości. 27 października 2005 roku w Amsterdamie aresztowano Sebastiana Strangio z ’ndranghety, mającego powiązania z kolumbijskimi kartelami[26]. Porty w Rotterdamie i Amsterdamie są używane do przemytu kokainy. Klany Giorgi, Nirta i Strangio z San Luca mają swoje bazy na terenie Holandii.
- Kanada: pierwsze ślady działalności ’ndranghety zanotowano tu już w 1911 roku. W tym kraju podejrzewa się ’ndranghetę między innymi o przemyt tytoniu i narkotyków przez terytoria rdzennych Amerykanów[27]. Według Alberta Cisterny z włoskiej antymafii, interesy klanów z Kalabrii są bardzo silnie reprezentowane w Kanadzie: „Znaczna część ich ludzi działa w Ameryce Północnej, zwłaszcza w Toronto. Jest to spowodowane dwoma czynnikami. Po pierwsze kanadyjski system bankowy zapewnia dużą dyskrecję i utrudnia ewentualne śledztwa, co sprawia, że Kanada jest idealnym miejscem do prania pieniędzy. Drugim powodem jest łatwość w przemycaniu narkotyków”. Przemycaniem narkotyków do USA zajmowała się między innymi Grupa Siderno.
- Kolumbia: Kalabryjczycy są tutaj mocno związani z paramilitarnymi grupami AUC, dowodzonymi swego czasu przez Salvatore Mancusa[28], syna włoskich imigrantów. Działalność organizacji w Kolumbii ma związek przede wszystkim z pozyskiwaniem kokainy[29].
- Niemcy: według danych Bundesnachrichtendienst działalność ’ndranghety w tym kraju polega głównie na inwestowaniu pieniędzy pochodzących z nielegalnych źródeł w legalny biznes: restauracje, hotele, domy, przede wszystkim nad Morzem Bałtyckim, w Turyngii i Saksonii[30]. Najliczniej reprezentowana jest rodzina z San Luca, mająca liczyć około 200 członków w Niemczech. Walki między klanami wywodzącymi się z tego miasteczka przeniosły się także na ich członków żyjących w RFN. 15 sierpnia 2007 roku sześciu mężczyzn zostało zastrzelonych we włoskiej restauracji w Duisburgu[31].
- Meksyk: współpraca z kartelem Los Zetas przy przemycie narkotyków[32].
- Stany Zjednoczone: pierwsze ślady działalności ’ndranghety zanotowano już w 1906 roku w Pensylwanii. Obecnie działalność tej organizacji dotyczy przemytu narkotyków, broni i prania pieniędzy. Znane są powiązania z lokalną, włoską, przestępczością zorganizowaną[33].
- Polska: W 2020 roku policjanci poznańskiego Centralnego Biura Śledczego Policji rozpracowali w Polsce zorganizowaną grupę przestępczą zajmującą się przestępczością farmaceutyczną, współpracującą z ’ndranghetą[34]

## Kultura popularna
Od 2000 do 2005 roku producent muzyczny Francesco Sbano wydał 3 albumy zawierające utwory napisane przez muzyków powiązanych z mafią. Składanka znana jest pod tytułem La Musica della Mafia. Znajdują się na niej także utwory dotyczące ’ndranghety: Sangu chiama sangu, I cunfirenti, Nun c’é pirdunu i Canto di carcerato.